# Andreas Gustafsson (mångkampare)

För andra personer med samma namn, se Andreas Gustafsson.  
Andreas Gustafsson, född 8 april 1997, är en svensk friidrottare (mångkamp) tävlande för Upsala IF. Han vann SM-guld i tiokamp år 2018.

## Karriär
I februari 2022 vid inomhus-SM tog Gustafsson brons i sjukamp med 5 069 poäng.

## Personliga rekord
| Utomhus - 100 meter – 11,12 (Landquart, Schweiz 18 maj 2019) - 100 meter – 11,05 (medvind 3,5 m/s) (Sollentuna, Sverige 6 juni 2015) - 200 meter – 22,50 (Sollentuna, Sverige 7 juni 2015) - 400 meter – 49,74 (Mannheim, Tyskland 5 juli 2014) - 1 000 meter – 2.46,63 (Huddinge, Sverige 9 juni 2013) - 1 500 meter – 4.31,16 (Gävle, Sverige 14 juli 2019) - 110 meter häck – 14,56 (Landquart, Schweiz 19 maj 2019) - 400 meter häck – 56,10 (Halmstad, Sverige 29 juni 2021) - Höjdhopp – 1,99 (Köpenhamn, Danmark 13 juni 2015) - Stavhopp – 4,66 (Söderhamn, Sverige 29 juli 2023) - Längdhopp – 7,19 (Göteborg, Sverige 30 juni 2018) - Kulstötning – 13,07 (Uppsala, Sverige 8 juni 2019) - Diskus – 40,07 (Falun, Sverige 18 augusti 2019) - Släggkastning – 24,80 (Uppsala, Sverige 6 september 2021) - Spjut – 56,06 (Falun, Sverige 18 augusti 2019) - Tiokamp – 7 511 (Gävle, Sverige 14 juli 2019) - Tiokamp (U20) – 7 379 (Köpenhamn, Danmark 14 juni 2015) | Inomhus - 60 meter – 7,11 (Norrköping, Sverige 10 februari 2018) - 200 meter – 22,67 (Växjö, Sverige 21 januari 2018) - 800 meter – 2.03,14 (Växjö, Sverige 9 februari 2014) - 1 000 meter – 2.43,42 (Örebro, Sverige 31 januari 2021) - 60 meter häck – 8,12 (Stockholm, Sverige 19 februari 2015) - Höjdhopp – 2,00 (Sätra, Sverige 12 februari 2016) - Stavhopp – 4,67 (Växjö, Sverige 23 februari 2019) - Längdhopp – 7,18 (Växjö, Sverige 23 februari 2019) - Kulstötning – 12,83 (Örebro, Sverige 30 januari 2021) - Sjukamp – 5 607 (Örebro, Sverige 31 januari 2021) - Sjukamp (U20) – 5 453 (Göteborg, Sverige 13 mars 2016) |